# Communauté de communes du Pays de Honfleur-Beuzeville
Die Communauté de communes du Pays de Honfleur-Beuzeville ist ein französischer Gemeindeverband mit der Rechtsform einer Communauté de communes in den Départements Calvados und Eure der Region Normandie. Sie wurde am 23. September 2016 gegründet und umfasst 23 Gemeinden (Stand: 1. Januar 2019). Der Verwaltungssitz befindet sich im Ort Honfleur. Eine Besonderheit liegt in der Département-übergreifenden Struktur der Mitgliedsgemeinden.

## Historische Entwicklung
Der Gemeindeverband entstand mit Wirkung vom 1. Januar 2017 durch die Fusion der Vorgängerorganisationen
- Communauté de communes du Pays de Honfleur und
- Communauté de communes du Canton de Beuzeville.

Mit Wirkung vom 1. Januar 2018 verließen zwei Gemeinden den hiesigen Verband: Saint-Gatien-des-Bois schloss sich der Communauté de communes Cœur Côte Fleurie an, Vannecrocq wechselte zur Communauté de communes Lieuvin Pays d’Auge.
Mit Wirkung vom 1. Januar 2019 verließen die Gemeinden Fort-Moville, La Lande-Saint-Léger, Le Torpt und Martainville den Gemeindeverband und wechselten zur Communauté de communes Lieuvin Pays d’Auge. Dadurch reduzierte sich insgesamt die Anzahl der Mitgliedsgemeinden auf 23.

## Mitgliedsgemeinden
| Gemeinde                                              | Einwohner 1. Januar 2022 | Fläche km² | Dichte Einw./km² | Code INSEE | Postleitzahl | Département |
| ----------------------------------------------------- | ------------------------ | ---------- | ---------------- | ---------- | ------------ | ----------- |
| Ablon                                                 | 1.177                    | 12,00      | 98               | 14001      | 14600        | Calvados    |
| Barneville-la-Bertran                                 | 121                      | 4,18       | 29               | 14041      | 14600        | Calvados    |
| Berville-sur-Mer                                      | 680                      | 5,08       | 134              | 27064      | 27210        | Eure        |
| Beuzeville                                            | 4.697                    | 23,25      | 202              | 27065      | 27210        | Eure        |
| Boulleville                                           | 1.227                    | 7,17       | 171              | 27100      | 27210        | Eure        |
| Conteville                                            | 1.032                    | 10,68      | 97               | 27169      | 27210        | Eure        |
| Cricquebœuf                                           | 266                      | 1,85       | 144              | 14202      | 14113        | Calvados    |
| Équemauville                                          | 1.557                    | 5,98       | 260              | 14243      | 14600        | Calvados    |
| Fatouville-Grestain                                   | 710                      | 10,26      | 69               | 27233      | 27210        | Eure        |
| Fiquefleur-Équainville                                | 743                      | 9,80       | 76               | 27243      | 27210        | Eure        |
| Foulbec                                               | 649                      | 11,86      | 55               | 27260      | 27210        | Eure        |
| Fourneville                                           | 478                      | 6,86       | 70               | 14286      | 14600        | Calvados    |
| Genneville                                            | 819                      | 9,36       | 88               | 14299      | 14600        | Calvados    |
| Gonneville-sur-Honfleur                               | 855                      | 8,50       | 101              | 14304      | 14600        | Calvados    |
| Honfleur                                              | 6.751                    | 13,67      | 494              | 14333      | 14600        | Calvados    |
| La Rivière-Saint-Sauveur                              | 2.535                    | 5,39       | 470              | 14536      | 14600        | Calvados    |
| Le Theil-en-Auge                                      | 197                      | 2,78       | 71               | 14687      | 14130        | Calvados    |
| Manneville-la-Raoult                                  | 482                      | 7,37       | 65               | 27384      | 27210        | Eure        |
| Pennedepie                                            | 317                      | 5,68       | 56               | 14492      | 14600        | Calvados    |
| Quetteville                                           | 398                      | 10,32      | 39               | 14528      | 14130        | Calvados    |
| Saint-Maclou                                          | 667                      | 5,56       | 120              | 27561      | 27210        | Eure        |
| Saint-Pierre-du-Val                                   | 589                      | 12,23      | 48               | 27597      | 27210        | Eure        |
| Saint-Sulpice-de-Grimbouville                         | 156                      | 4,32       | 36               | 27604      | 27210        | Eure        |
| Communauté de communes du Pays de Honfleur-Beuzeville | 27.103                   | 194,15     | 140              | –          | –            | –           |